# Karsten Böttcher
Karsten Böttcher (* 7. Januar 1970) ist ein ehemaliger deutscher Fußballspieler, der heute als Trainer im Amateurbereich tätig ist.

## Sportliche Laufbahn

### Vereinskarriere
Der gerade 18 Jahre alt gewordene Böttcher debütierte im März 1988 bei der BSG Wismut Gera in der zweitklassigen Liga im DDR-Fußball. In seiner ersten Spielzeit wurde der Angreifer insgesamt achtmal eingesetzt – ohne dabei zu treffen. Bereits 1988/89 gehörte der Teenager zu den Stammkräften (30 Spiele/sechs Tore) der Wismut-Elf. Rund um den Mauerfall verbesserte Böttcher seine Torgefährlichkeit enorm und traf in der 1. Halbserie 1989/90 in 17 Partien achtmal.
Nach einer Zwischenstation in der Bundesrepublik beim SV Edenkoben in der Südwest-Edition der drittklassigen Amateur-Oberliga kehrte die 1,81 Meter große Offensivkraft im Zuge der Wiedervereinigung nach Thüringen zurück. In der letzten eigenständigen Saison des ostdeutschen Fußballs schnürte Böttcher ab April 1991 die Schussstiefel für den FC Carl Zeiss Jena in der höchsten Spielklasse der bereits untergegangenen DDR. In der nun als NOFV-Oberliga firmierenden Spielklasse erzielte der 21-jährige Angreifer in fünf Matches ein Tor.
Im Sommer 1991 wechselte Böttcher vom FC Carl Zeiss zum FC Rot-Weiß Erfurt, der sich wie die Jenaer sich für die 2. Bundesliga qualifiziert hatte. In seinem halben Jahr in Erfurt spielte er nicht nur Zweitligafußball, sondern 1991/92 auch im UEFA Cup. Im Winter 1991/92 ging aus Erfurt Böttcher zum FSV Zwickau, mit dem er in der Südstaffel der Amateur-Oberliga Nordost die Meisterschaft feiern konnte. In der Aufstiegsrunde zur 2. Liga setzten sich die Erben der BSG Sachsenring aber nicht durch.
Böttchers Aufenthalt bei der TSV Vestenbergsgreuth folgte die Rückkehr nach Gera: Beim Wismut-Nachfolger 1. SV Gera spielte er 1993/94 und konnte sich in 21 Spielen viermal als Torschütze auszeichnen. In der wiedereingeführten Regionalliga konnte sich der Drittligaspieler beim SV Eintracht Trier 05 für einen Vertrag in der 2. Bundesliga anbieten.
Beim SV Meppen schoss Böttcher 1995/96 in sieben Partien jedoch kein Tor und kehrte im Sommer 1996 nach Trier in die Regionalliga West/Südwest zurück. Ab Winter 1996/97 kickte der Angreifer in der 3. österreichischen Spielklasse beim Wiener Sport-Club.

### Auswahlehren
Obwohl mit dem Nachwuchs der BSG Wismut Gera nicht in der Juniorenoberliga antretend, blieb Böttchers Talent den Auswahltrainern des DFV nicht verborgen. Nach ersten Einsätzen in der U-17, so unter Coach Lothar Priebe beim 3. Tokaj-Hegyalja-Turnier in Ungarn im Sommer 1986, wurde der Wismut-Angreifer auch im Herbst dieses Jahres viermal in der jüngeren Juniorenauswahl der DDR aufgeboten. Beim 2:1-Sieg am 16. Oktober 1986 in Neustadt-Glewe gegen Rumänien schoss er dabei das Führungstor.

## Trainerlaufbahn
Aktuell trainiert Böttcher den SV Elstertal Bad Köstritz. Dessen 1. Mannschaft ist in der Kreisoberliga Ostthüringen am Start.